# Catedral de San Francisco de Asís (Rodas)
La Catedral de San Francisco de Asís o simplemente Catedral de Rodas (en griego: καθεδρικός ναός του Αγίου Φραγκίσκου της Ασίζης) Es un templo católico que se encuentra en Rodas, Grecia, cerca a la puerta de San Atanasio, entre los dos distritos de Acandia y San Juan. La iglesia es la catedral de la arquidiócesis de Rodas.
El 20 de septiembre de 1936 se colocó su primera piedra en presencia del arzobispo Giovanni Maria Emilio Castellani y el gobernador italiano Mario Lago. Las obras para la construcción de la iglesia, diseñada por el arquitecto Armando Bernabiti, terminaron en 1939. En 1940 la iglesia fue dotada con un órgano y enriquecida con 14 terracotas bajorrelieves que representan las Estaciones de la Cruz, obra del escultor Monteleone.
Los frescos de las paredes del coro fueron pintados por Pietro Gaudenzi. En el techo, encima del altar central, se levanta una cruz, en torno al cual se disponen simétricamente símbolos de los cuatro evangelistas. También de Gaudenzi son los cuadros sobre los altares laterales que representan, respectivamente, la Anunciación y a San Mauricio.

## Véase también

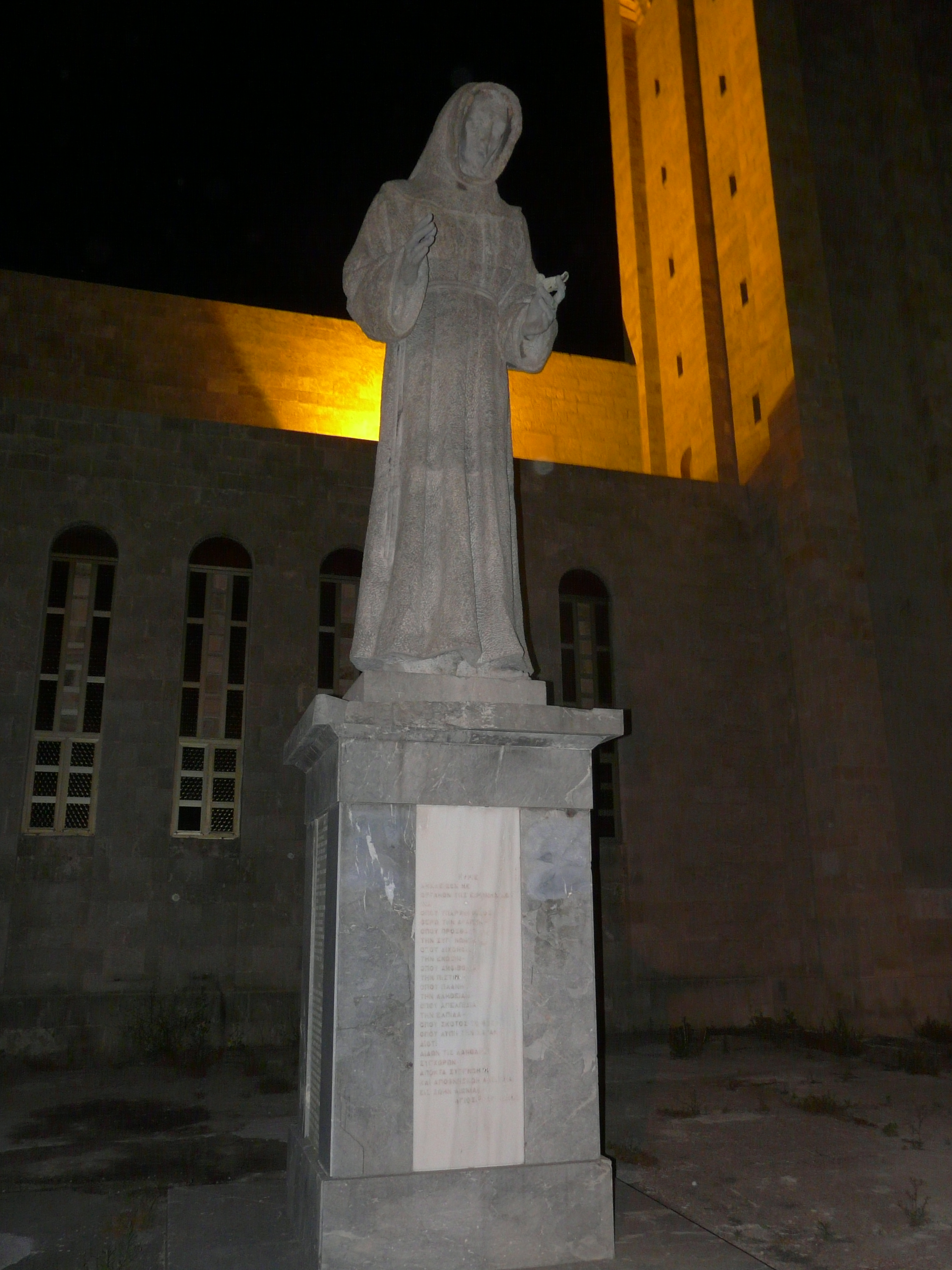
Vista nocturna